# Win Aung
Win Aung (birmanisch ဝင်းအောင်) (* 28. Februar 1944 in Dawei (jetzt Tavoy), Myanmar; † 4. November 2009 in Rangun) war ein birmanischer Politiker. Vom 14. November 1998 bis zum 18. September 2004 war Win Aung Außenminister des Militärregimes in Rangun.
Win Aung war bis zu seiner Entlassung einer der wenigen Zivilisten in der birmanischen Militärjunta und diente vor seiner aktiven Politikerlaufbahn über 20 Jahre nur in niederem Dienstgrad im militärischen Geheimdienst des Landes.
Im Jahre 1988 wurde er Botschafter von Birma in der Bundesrepublik Deutschland, 1995 Botschafter in Großbritannien. 1998 trat er die Nachfolge des aus dem Amt gejagten Außenministers Ohn Gyaw an. Unter dem Pseudonym Sithu Nyein Aye verfasste er gelegentlich religiöse und politische Artikel für das Staatsblatt The New Light of Myanmar.
Win Aung galt als Gemäßigter und enger Vertrauter des langjährigen Geheimdienst-Chefs und zuletzt als Premierminister agierenden Khin Nyunt. Wie letzterer wurde er nach Beobachtermeinung Opfer der Machtkonsolidierungsbestrebungen der Hardliner um Staatschef Generalissimus Than Shwe und General Maung Aye. Sein Nachfolger im Außenminister-Amt wurde Generalmajor Nyan Win.
Win Aung war verheiratet mit Daw San Yon. Sie haben eine Tochter sowie zwei Söhne, Su Nyein Aye und Thaung Su Nyein. 
Über das Schicksal von Win Aung und seiner Familie seit der Amtsenthebung war lange Zeit nichts bekannt. Nach Angaben aus Familienkreisen wurde er im Oktober 2005 im Staatsgefängnis Insein in Rangun inhaftiert und dort im Januar 2006 von einem Sondertribunal wegen Amtsmissbrauchs zu sieben Jahren Haft verurteilt. Lediglich die Verhängung einer Haftstrafe an sich wurde am 9. April 2006 auch von offizieller Seite bestätigt. Win Aung starb am Morgen des 4. November 2009 im Insein-Gefängnis an einer Hirnblutung.